# Precious Burden
Precious Burden utgavs 1998 och är den svenska singer-songwritern Sophie Zelmanis andra studioalbum. Skivomslaget på originalutgåvan saknar Sophie Zelmanis namn och albumtiteln. Senare släpptes dock en japansk utgåva med två bonuslåtar och nytt omslag där Zelmanis namn och albumtitel syntes. Låtarna So Long och Black Day släpptes som singlar senare samma år.
Albumet hamnade på 11:e plats på den svenska albumlistan.

## Låtlista
Alla låtar är skrivna av Sophie Zelmani och arrangerade av producenten Lars Halapi.
1. Leaving – 4:35
2. Black Day – 3:41
3. Precious Burden – 3:30
4. So Long – 4:02
5. Excuse Me – 3:21
6. Got to Stop – 7:09
7. Before the Day's Gone – 3:38
8. Goodbye – 3:21
9. Foolish – 2:42
10. Curtain Call – 4:40
11. Who I Am – 2:27

Bonuslåtar på den japanska utgåvan:
1. Life – 1:53
2. Vacation – 3:38

## Singlar från albumet
- So Long (1998, CD)
- Black Day (1998, CD)

## Listplaceringar
| Lista (1998) | Topplacering |
| ------------ | ------------ |
| Sverige      | 11           |